# Flevorama (Muiderberg)
De villa Flevorama in de Nederlandse plaats Muiderberg is een monumentaal pand op de helling van de vroegere Zuiderzeekust.

## Geschiedenis en beschrijving

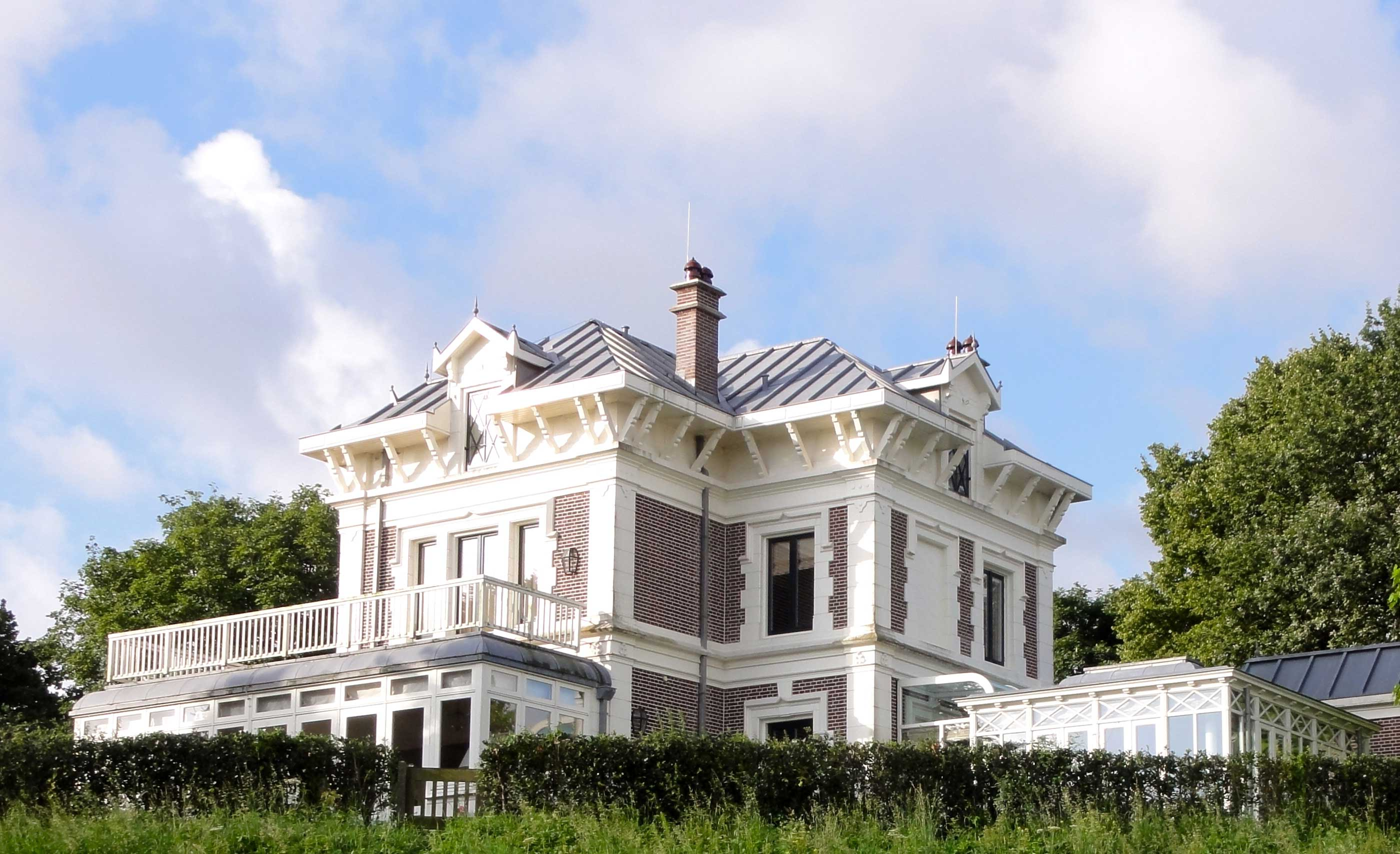
Flevorama (noordoost- en noordwestzijde

De villa Flevorama werd omstreeks 1885 gebouwd. Na het gereedkomen van de bouw in 1890 was Willem Frederik Karel Roemer, directeur van het Amsterdamse paleis voor Volksvlijt, de eerste eigenaar. Het pand werd vormgegeven in een eclectische bouwstijl. De villa ligt hoog op de helling langs de vroegere Zuiderzeekust, die door de afslag een Klifachtig karakter heeft gekregen.
De eerste eigenaar Roemer verkocht de villa in 1917 aan Alfred Weiss, gemeenteraadslid van Amsterdam. Na de Tweede Wereldoorlog is de villa in het bezit van meerdere eigenaars geweest, waaronder de uitgever Johan Polak die het pand in 1962 kocht en er bijna 26 jaar heeft gewoond. In die tijd logeerde de schrijver Gerard Reve regelmatig in Flevorama. De schilder Carel Willink heeft Flevorama vastgelegd op een van zijn werken.
Het pand van rode baksteen is gedecoreerd met diverse gepleisterde delen. Opvallend zijn de bewerkte schuingeplaatste stijlen waarop de dakgoten rusten. Aan de zeezijde is het pand zowel aan de noordoostzijde als aan de noordwestzijde voorzien van een serre. De naam Flevorama is aangebracht op de symmetrisch vormgegeven voorgevel aan de zuidwestzijde van het huis.
Flevorama is erkend als rijksmonument vanwege de cultuur- en architectuurhistorische waarde. Onder meer de markante ligging van de villa en de gaafheid waarin het gebouw bewaard is gebleven als voorbeeld van een eclectisch bouwwerk uit de laatste jaren van de 19e eeuw speelden een rol bij de toewijzing tot rijksmonument.